# Ada Gabrieljan
Ada Wasili Gabrieljan właściwie Aida Wasilij Gawriłowa (orm. Գաբրիելյան Ադա Վասիլի; ur. 4 listopada 1941 w Giumri) – ormiańska malarka, grafik, autorka książek o sztuce i malarstwie, pedagog akademicki.

## Życiorys
Urodziła się 4 listopada 1941 r. w Leninakanie, obecnie Giumri. W 1965 r. ukończyła studia w Państwowym Instytucie Sztuk Pięknych i Teatru w Erywaniu. W latach 1977–1987 wykładała malarstwo na Armeńskim Państwowym Uniwersytecie Pedagogicznym im. Chaczatura Abowiana. W latach 1991–2001 prowadziła zajęcia z ormiańskiego ubioru rytualnego na Armeńskiej Państwowej Akademii Sztuk Pięknych w Erywaniu. Wykładała także na The Open University. Zajmuje się malarstwem, rysunkiem, grafiką, prowadziła badania na temat historycznych strojów rytualnych Armenii, pisze i publikuje książki, albumy i artykuły z zakresu teorii sztuki starożytnej i jej związków ze sztuką współczesną; malarstwa, grafiki i haftu. 
Ada Gabrieljan miała indywidualne wystawy m.in. w Erywaniu (1983, 1985), Giumri (1985), Wanadzorze (1986), Paryżu (1982, 2001). W 2002 miała wystawę w Erywaniu razem z Rubenem Gondyanem i Ajtsemnikiem Gondyanem. Jej prace znajdują się w Armeńskiej Galerii Narodowej, w Miejskiej Galerii-Muzeum w Eczmiadzynie, w Muzeum Sztuk Pięknych w Wanadzorze i innych.

## Życie prywatne
Ada Gabrieljan była żoną malarza Rubena Ghewondjana (1942-2019). 

## Wybrane publikacje
- Ruben Ghewondjan, album, oryg. Ռուբեն Ղևոնդյան, 2004
- Ajcemnik Ghewondjan, album, oryg. Այծեմնիկ Ղևոնդյան, 2004
- Հայկական ծիսական գլխարկ, 2004
- Հետահայաց՝ Բագրատունիների Հայաստանի մայրաքաղաքը Անին, 2012
- Հայ արքաների ծիսական հանդերձանքը